# Tadeusz Pacuszka
Tadeusz Pacuszka (ur. 14 stycznia 1945 w Warszawie, zm. 9 września 2020) – polski biolog, dr hab.

## Życiorys
Tadeusz Pacuszka w 1968 uczestniczył w protestach studenckich. W 1976 ukończył Szkołę Główną Gospodarstwa Wiejskiego (Wydział Ogrodniczy). 30 czerwca 1976 obronił pracę doktorską Biosynteza glikolipidowych antygenów H/H-1/ krwinek czerwonych przy pomocy fukozylotransferaz surowicy i szpiku kostnego, 6 marca 2001 habilitował się na podstawie pracy zatytułowanej Neoglikokonjugaty i fotoaktywne pochodne glikosfingolipidów w badaniach właściwości gangliozydów. Był zatrudniony na stanowisku adiunkta w Zakładzie Biochemii i Biologii Molekularnej, Studium Kliniczno-Dydaktyczne Centrum Medyczne Kształcenia Podyplomowego. Od 1970 był członkiem Polskiego Towarzystwa Biochemicznego.
W latach 1968–1970 był pracownikiem naukowym w Zakładzie Biochemii SGGW, w latach 1970–1976 i 1978–1979 pracował w Instytucie Hematologii, w okresie 1976–1977 był stypendystą Narodowego Instytutu Zdrowia (National Institutes of Health) w USA, w 1979 pracownikiem naukowym Centralnego Laboratorium Ochrony Radiologicznej, od 1980 w Zakładzie X Instytutu Badań Jądrowych, 14 grudnia 1981 zwolniony za udział w strajku, a następnie aresztowany. Około 20 grudnia 1981 został skazany w trybie doraźnym przez sąd na 2 lata więzienia, następnie był przetrzymywany w areszcie w Warszawie-Białołęce, przebywał w szpitalu więziennym przy ul. Rakowieckiej w Warszawie, następnie osadzony w zakładach karnych w Łęczycy i Hrubieszowie. W latach 1983–1988 był pracownikiem naukowym Zakładu Biochemii w Instytucie Hematologii; w tym czasie zajmował się również kolportowaniem publikacji wydawnictwa NOW-a oraz organizacją ochrony Jana Lityńskiego.
Zmarł 9 września 2020.